# Bomhus kyrka
Bomhus kyrka är en kyrkobyggnad i stadsdelen Bomhus i östra delen av Gävle. Den är församlingskyrka i Gävle församling i Uppsala stift.

## Kyrkobyggnaden
Träkyrkan uppfördes 1906 efter ritningar av Erik Alfred Hedin och invigdes 1907. En restaurering genomfördes åren 1954-1955 då ett vapenhus byggdes vid västra gaveln. Tidigare låg huvudentrén vid norra sidan. Kyrkan består av långhus med rakt kor i öster och ingång i väster. Ett snedställt kyrktorn finns vid nordvästra sidan. Ytterväggarna är klädda med träspån.

## Inventarier
- Altarskåpet av Tor Hörlin tillkom vid restaureringen 1954-1955. Skåpets motiv är "Guds gröna ängar".
- Orgeln med tolv stämmor är byggd 1957-1958 av bröderna Moberg i Sandviken.
- Kyrkklockorna är gjutna 1906 av Bergholtz klockgjuteri.

### Webbkällor
- Bomhus församling
- Gefle Dagblad
- byggnadspresentation